# Pháo

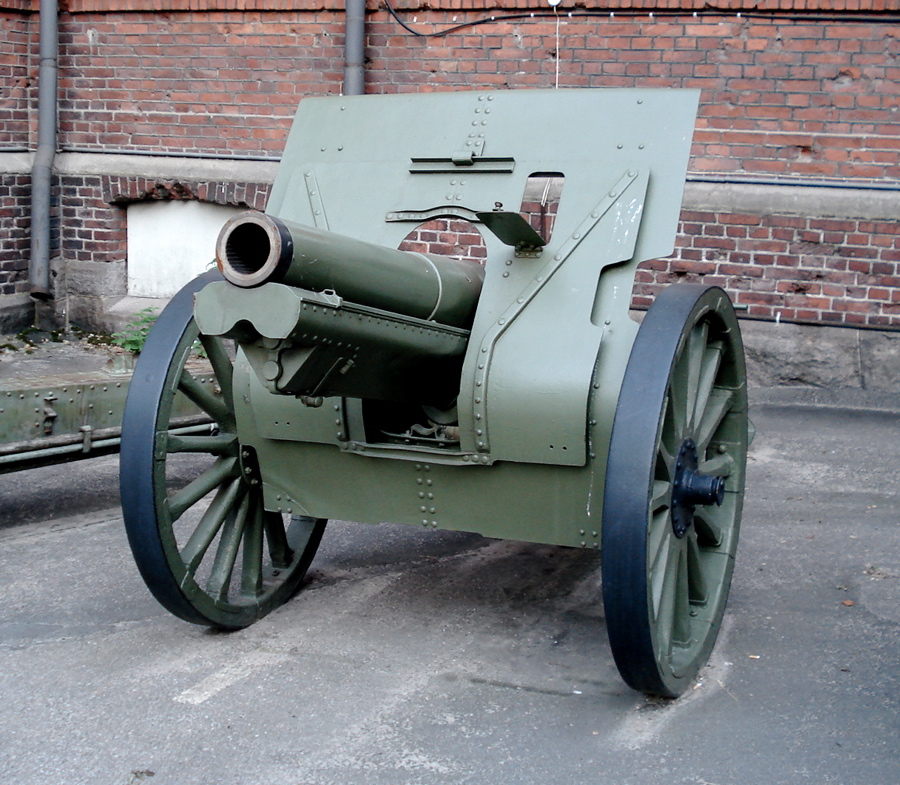
Một khẩu pháo 122mm

Pháo hay đại pháo, đại bác, hỏa pháo (tiếng Anh: artillery), là tên gọi chung của các loại hỏa khí tập thể có cỡ nòng từ 105mm trở lên, có tầm bắn trên 10 km và nặng trên 1 tấn. Pháo có uy lực dùng trong các lực lượng vũ trang nhằm tiêu diệt sinh lực, phương tiện của đối phương, tạo màn khói và chiếu sáng trận địa. Có quan niệm sai lầm phổ biến rằng cỡ nòng lớn luôn được phân loại là đại pháo hay đại bác, tuy nhiên trên thực tế có những loại súng cối có cỡ nòng lên đến 160mm, bởi chúng có tầm bắn không xa, chỉ dưới 5 km và nặng vài trăm kg nên chỉ được phân loại là súng cối. Pháo là một cấu thành của hệ vũ khí quân dụng và là cấu thành chính của một binh chủng rất quan trọng trong quân đội có tên là binh chủng pháo binh.
Các loại pháo ban đầu chủ yếu dùng để xuyên thủng tường thành, công sự trong cuộc vây hãm, dẫn đến việc sử dụng các loại pháo công thành hạng nặng, ít cơ động. Khi kỹ nghệ cải thiện, người ta đã chế tạo các loại pháo dã chiến nhẹ, cơ động hơn trên chiến trường. Sự phát triển này vẫn tiếp tục cho đến ngày nay; pháo tự hành hiện đại là vũ khí có tính cơ động cao, đa năng, chiếm tỉ trọng lớn nhất trong tổng hỏa lực của các quân đội trên thế giới.
Trong tiếng Việt, pháo có tục xưng là "đại bác". Cách gọi này bắt nguồn từ việc đọc sai âm Hán-Việt của chữ "pháo" (礮) trong từ "đại pháo" (大礮). Chữ "礮" là chữ hình thanh, hình bàng "thạch" (石) gợi nghĩa của chữ, thanh bàng "bác" (駮) gợi âm đọc. Một số người căn cứ theo thanh bàng "bác" (駮) đã ngộ nhận âm đọc của chữ "礮" là "bác", từ đó dẫn đến đọc sai 大礮 là "đại bác".

## Lịch sử

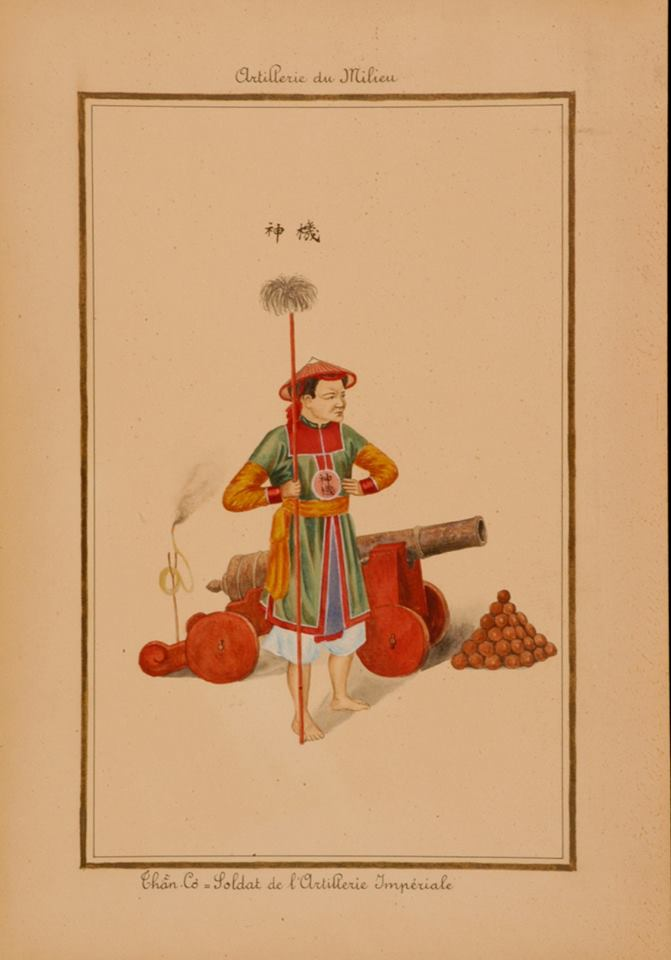
Pháo thủ Đại Nam thời nhà Nguyễn

Lần sử dụng pháo với đạn đẩy bằng thuốc nổ trên chiến trường đã được ghi lại lần đầu là vào ngày 28 tháng 1 năm 1132 khi tướng Hàn Thế Trung của Nam Tống dùng thang mây và hoả pháo để đánh thành Kiến Châu (nay là Kiến Âu). Loại vũ khí nhỏ thô sơ này đã du nhập vào vùng Trung Đông rồi đến châu Âu vào thế kỷ 13.
Pháo xuất hiện vào khoảng giữa thế kỷ 13. Lịch sử hình thành pháo gắn liền với lịch sử phát minh ra thuốc súng. Những khẩu pháo đầu tiên được chế tạo bằng đồng, nòng nhẵn, bắn đạn bằng đá hoặc bằng gang hình cầu. Ban đầu pháo được dùng để công thành, mở đường tấn công cho bộ binh hoặc kỵ binh.
Đến thế kỷ 15 xuất hiện thêm pháo bắn đạn ria để bảo vệ lực lượng phòng ngự.
Ở thế kỷ 16, pháo bắn đạn sắt đã bắt đầu phổ biến. Đã bắt đầu xuất hiện các khẩu pháo nòng ngắn, đạn đi theo đường cầu vồng và pháo nòng dài đặt trên thuyền chiến.
Sang thế kỷ 17, pháo được sử dụng rộng rãi trong cả tấn công lẫn phòng ngự. Trong cuộc chiến đầu tiên của Trịnh – Nguyễn phân tranh, tháng 3 năm 1627, quân Chúa Trịnh (Trịnh Tráng) tuy chủ động tấn công nhưng không thể nào chọc thủng được tuyến phòng thủ của quân Chúa Nguyễn (Chúa Sãi), dẫn đến bất phân thắng bại. Thấy thế, chúa Nguyễn bèn đem đại pháo kiểu Bồ Đào Nha ra bắn. Kinh hoàng đến nỗi quân Trịnh hoảng sợ bỏ chạy bạt mạng, làm hai tướng Trịnh là Nguyễn Khải và Lê Khuê đều phải chịu thua bỏ chạy.
Vào thế kỷ 18, Vallière, người Pháp đã dùng từ cannon để chỉ tất cả những loại súng không xách tay được. Trong giai đoạn này cũng xuất hiện pháo có khương tuyến cho phép bắn xa hơn 2 - 2,5 lần, và chính xác hơn đến 5 lần so với pháo nòng nhẵn.
Đến thế kỷ 19 xuất hiện pháo nạp đạn bằng khoá nòng từ phía sau. Kỹ thuật chế tạo thuốc súng ngày càng tân tiến, với việc chế tạo thuốc súng không khói (1884) trọng lượng đạn pháo đã tăng thêm 20%, vận tốc đầu nòng (sơ tốc đạn) tăng 40%. Đầu thế kỷ 20 xuất hiện thêm nhiều loại pháo mới như súng cối, lựu pháo và pháo cao xạ.

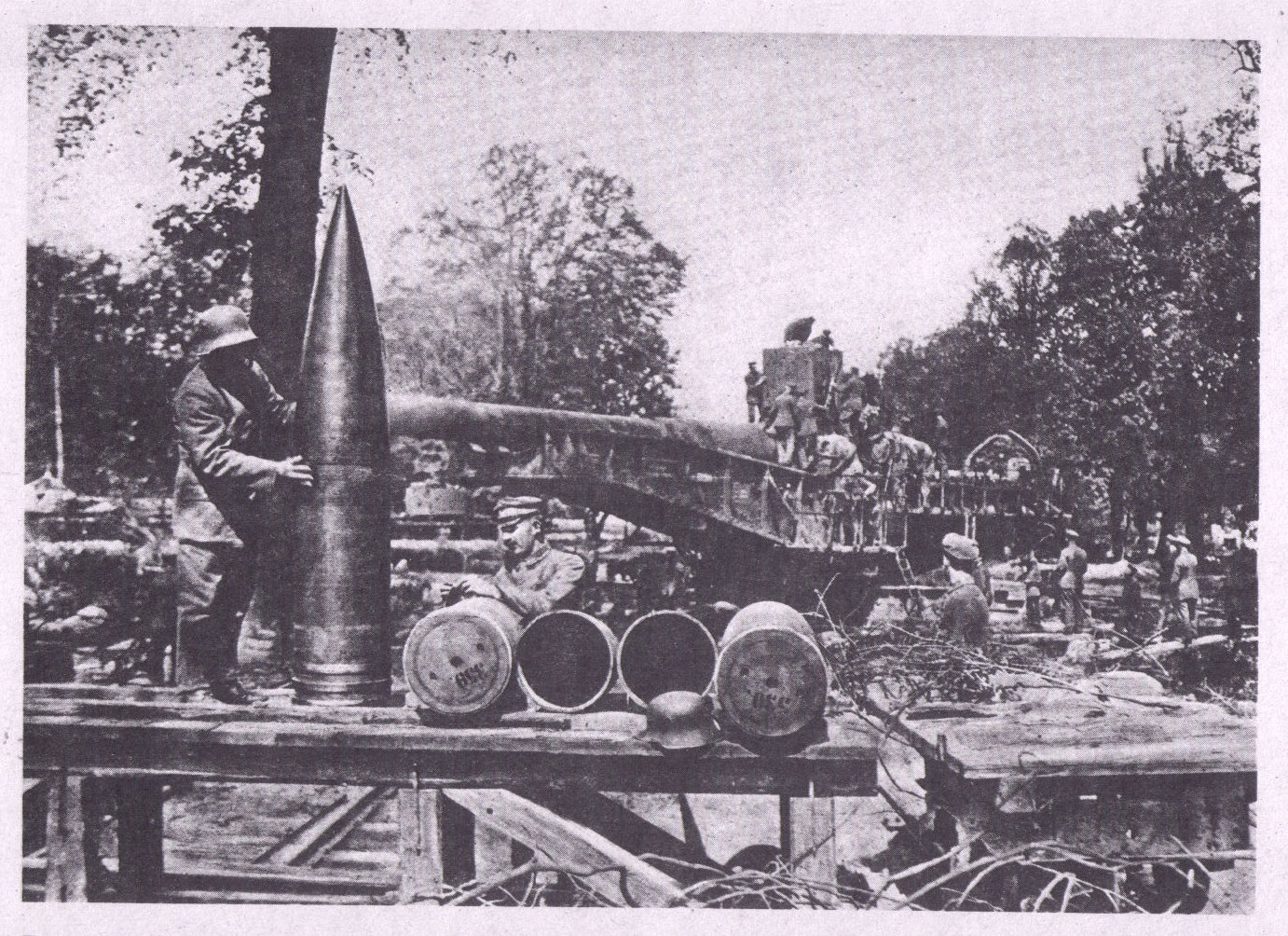
Siêu pháo 380 mm của Đế quốc Đức trong Chiến tranh thế giới thứ nhất

Trong Chiến tranh thế giới thứ nhất, sáu cường quốc Áo-Hung, Anh, Đức, Hoa Kỳ, Pháp và Nga đã chế tạo và sử dụng gần 63.000 khẩu pháo các loại trong đó khoảng 50% là lựu pháo. Chiến tranh thế giới thứ hai có nhiều thay đổi đáng kể về chiến thuật, kỹ thuật, trang bị cho nhiều loại pháo. Giai đoạn này đã xuất hiện radar phục vụ việc bắn pháo, xuất hiện pháo tự hành, pháo phản lực và pháo chống tăng.
Sau Chiến tranh thế giới thứ hai, mặc dù xuất hiện rocket và đạn tự hành nhưng pháo vẫn có vai trò vô cùng quan trọng. Sự phát triển của pháo cũng gắn liền với sự phát triển của đạn. Từ năm 1970 đã xuất hiện các loại đạn pháo có điều khiển điển hình là đạn 155 mm Copperhead dùng cho lựu pháo tự hành M110 trong Chiến tranh Vùng Vịnh vào năm 1991.
Pháo khác với súng ở chỗ cỡ nòng của pháo lớn hơn nhiều so với cỡ nòng của súng (nòng súng đại liên cỡ lớn là đến 14.5 mm, trong khi nòng pháo cỡ nhỏ nhất là 20 mm và cỡ lớn là Schwerer Gustav 800 mm) nhưng đặc điểm quan trọng của pháo là đầu đạn có thể phát nổ khi bắn vào mục tiêu, trong khi đạn của súng thì không. Do vậy pháo có thể coi là hoả lực cơ bản của lục quân.

## Pháo thời hiện đại

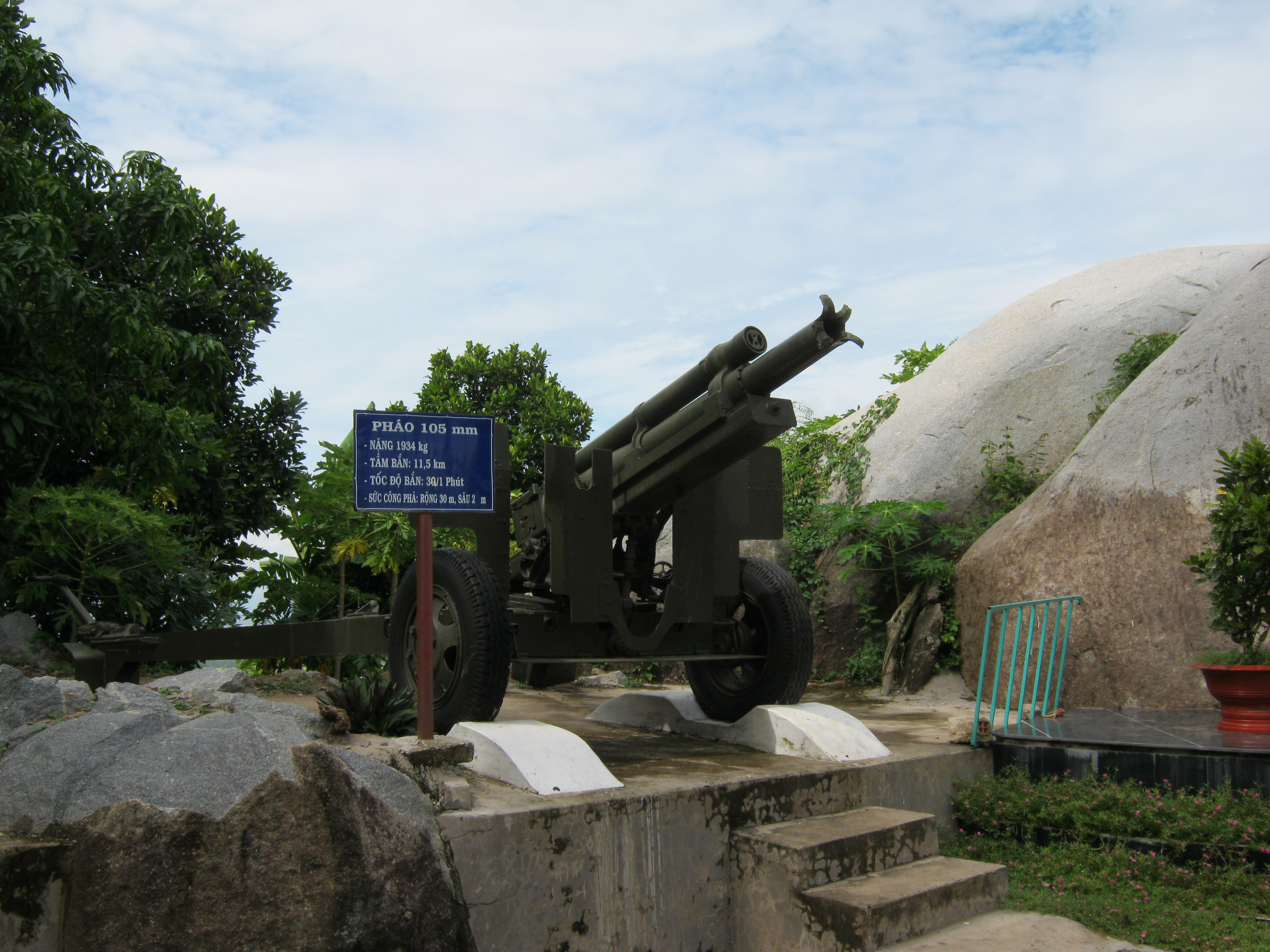
Pháo 105 mm của quân đội Hoa Kỳ đã từng tham chiến tại chiến trường miền Nam Việt Nam, hiện trưng bày trên đỉnh Hòn Me (Hòn Đất, Kiên Giang)

Pháo thời nay rất dễ phân biệt bởi cỡ nòng lớn, bắn ra đầu đạn có thể nổ hoặc rocket và có kích thước cũng như khối lượng khác nhau để phù hợp với yêu cầu tương thích với xe đặc dụng cho chiến đấu và cho việc vận chuyển. Tuy nhiên, đặc điểm quan trọng nhất của pháo thời hiện đại là sử dụng cách bắn gián tiếp, tức mục tiêu không nhất thiết phải nằm trong tầm nhìn. Cách bắn gián tiếp xuất hiện vào đầu thế kỷ 20 là một bước tiến vượt bậc nhờ vào sự phát triển của phương pháp dự đoán hỏa lực trong thế chiến thứ nhất. Bắn gián tiếp sử dụng tập hợp dữ liệu hỏa lực (firing data set) trong tầm nhìn, phương pháp dự đoán hỏa lực đảm bảo dữ liệu này chính xác và phù hợp với sự sai khác khi so với điều kiện chuẩn cho vận tốc đầu đạn, nhiệt độ, gió và mật độ không khí.
Vũ khí với tên 'pháo hiện đại' bao gồm lựu pháo, súng cối, pháo dã chiến và pháo phản lực. Một số pháo loại súng cối với cỡ nòng nhỏ hơn thường được thiết kế với hỏa lực nhỏ hơn pháp, mặc dù vẫn dùng cách bắn gián tiếp.
Từ "pháo" lúc đầu không được sử dụng cho vật thể phóng đi với hệ thống đẫn đường bên trong, mặc dù một số đơn vị pháo binh sử dụng tên lửa đất đối đất. Những tiến bộ trong hệ thống dẫn đường cho vũ khí loại nhỏ đã giúp cho vật thể với cỡ nòng lớn được phát triển, nhờ thế xóa dần đi sự phân biệt này.
Trong Chiến tranh thế giới thứ nhất, những loại pháo cỡ nhỏ, có thể bắn tự động được phát minh để trang bị cho máy bay và để chống máy bay. Ngày nay, các loại pháo tự động đã thay thế các pháo phòng không cỡ lớn trên mặt đất, thay thế súng đại liên nhỏ trên máy bay, được đặt trên xe cộ một cách phổ biến. Pháo tự động là các loại súng có nhịp bắn cao nhất hiện nay, có thể lên tới 10.000 phát/phút.
Từ Chiến tranh thế giới thứ hai, một số loại "pháo xách tay", cỡ nòng thường là 20mm, đã xuất hiện. Các pháo nhỏ này được trang bị cho bộ binh để chống tăng, phá hoại xe cộ, máy bay.

## Phân loại

Có thể phân loại pháo theo nhiều tiêu chuẩn khác nhau như: Tính năng chiến đấu, tầm bắn, uy lực của đạn, độ chính xác bắn, tốc độ bắn, khả năng cơ động (về hỏa lực và di chuyển pháo)... Thông dụng nhất là phân loại theo các tiêu chuẩn sau:
- Theo nơi đặt và mục tiêu bắn có: Pháo mặt đất, pháo trên máy bay, pháo trên xe tăng, pháo trên tàu chiến, pháo trên tàu hỏa, pháo phòng không, pháo chống tăng, pháo đa năng...
- Theo kết cấu nòng có: Pháo rãnh xoắn, pháo nòng trơn
- Theo cỡ nòng có: Pháo cỡ nhỏ (20 - 75mm), pháo cỡ trung (76 - 155mm), pháo cỡ lớn (trên 155mm)
- Theo khả năng cơ động có: Pháo cố định, pháo xe kéo, pháo tự hành, pháo tự di chuyển, pháo mang vác...
- Theo kết cấu có: Pháo nòng dài, pháo lựu, pháo không giật, cối...
- Theo thao tác bắn có: Pháo tự động, pháo bán tự động, pháo không tự động
- Theo nguyên lý có: Thuật phóng trong (pháo, cối). Thuật phóng ngoài (pháo phản lực, hỏa tiễn)

## Một số loại pháo

### Pháo không giật (khoảng 1910)
Được Davis, người Mỹ, phát minh vào đầu thế kỷ 20, được sử dụng ngắn ngủi trên một vài máy bay của Anh trong Chiến tranh thế giới thứ nhất, loại pháo này có hai nòng ngược nhau và một buồng ở giữa để nạp đẩy. Vào cuối thập niên 1930, các hãng Krupp và Rheinmetal của Đức đã chế tạo nhiều mẫu pháo không giật với cỡ 75 mm, mà một mẫu đã được thử nghiệm cùng với lính nhảy dù Đức ở Crete.